# Palmipède
Die Palmipède war das erste funktionierende Dampfschiff der Welt und wurde von Claude François Jouffroy d’Abbans konstruiert.

## Bau
Claude François Jouffroy d’Abbans ließ in Baume-les-Dames die Palmipède bauen. Da es zu dieser frühen Zeit in der Stadt keine geeignete Fabrik zur Herstellung der Dampfmaschine gab, beauftragte er den Kupferschmied Pourchot mit dem Bau. Dieser fertigte einen Zylinder aus getriebenem Kupfer, der außen durch Bänder und Ringe aus Eisen verstärkt war. Da es problematisch war, mittels einer einfach wirkenden Dampfmaschine eine kontinuierliche Drehung zu erzeugen, hatte sich Jouffroy d’Abbans einen besonderen Antrieb ausgedacht, den er den Enten abgeschaut hatte und ihn deshalb System Palmipède (= Füße mit Schwimmhäuten) nannte.

## System Palmipède
An einer Eisenstange befand sich eine Rolle, auf die eine Eisenkette aufgerollt war. Die Kette war wiederum mit dem Kolben der Dampfmaschine verbunden – senkte sich der Kolben, rollte sich die Kette ab, hob er sich, wurde die Kette wieder aufgerollt. Die Eisenstange ragte auf beiden Seiten über die Schiffswand hinaus, auf jeder Seite war ein Hebel befestigt. Über eine Kette waren diese mit jeweils einer Klappe verbunden, die sich 40 Zentimeter unterhalb der Wasseroberfläche befanden. Durch den Antrieb hob sich die Klappe und ein Gegengewicht sorgte dafür, dass sie sich wieder senkte. In Frankreich machte man sich über die Konstruktion lustig und nannte sie verachtend Jouffroy la pompe (Jouffroy-Pumpe).

## Einsatz
Im Juni und Juli 1776 verkehrte das Schiff auf dem Doubs zwischen Besançon und dem 70 Kilometer entfernten Montbéliard. Nach kürzerem Einsatz war Jouffroy d’Abbans klar, dass das System Palmipède nicht einwandfrei arbeitet, mit zunehmender Geschwindigkeit war das Heben der Klappe erschwert, so dass das Schiff konstruktionsbedingt keine größeren Geschwindigkeit erreichen konnte. Er kam von dem System Palmipède ab und konstruierte nun mit der Pyroscaphe einen Raddampfer.